# Voleibol de praia nos Jogos da Boa Vontade de 1998
As competições de voleibol de praia nos Jogos da Boa Vontade de 1998 ocorreram entre 22 e 26 de julho para o naipe masculino e 29 de julho a 2 de agosto de 1998 na variante feminina, em Nova Iorque .

## Calendário
| Julho-Agosto      | 19 | 20 | 21 | 22 | 23 | 24 | 25 | 26 | 27 | 28 | 29 | 30 | 31 | 1 | 2 | T |
| ----------------- | -- | -- | -- | -- | -- | -- | -- | -- | -- | -- | -- | -- | -- | - | - | - |
| Voleibol de praia |    |    |    |    |    |    |    | 1  |    |    |    |    |    |   | 1 | 2 |

## Medalhistas
| Evento    | Ouro                                              | Prata                                     | Bronze                                   | Quarto lugar                              |
| Masculino | BrasilRogério Ferreira "Pará" · Guilherme Marques | Estados UnidosAdam Johnson · Karch Kiraly | ArgentinaMartín Conde · Eduardo Martínez | AustráliaJulien Prosser · Lee Zahner      |
| Feminino  | BrasilAdriana Behar · Shelda Bedê                 | AustráliaPauline Manser · Kerri Pottharst | Estados UnidosLisa Arce · Holly McPeak   | ItáliaLaura Bruschini · Annamaria Solazzi |

## Quadro de medalhas
| Ordem | País           | Medalha de ouro | Medalha de prata | Medalha de bronze | Total |
| ----- | -------------- | --------------- | ---------------- | ----------------- | ----- |
| 1     | Brasil         | 2               |                  |                   | 2     |
| 2     | Estados Unidos |                 | 1                | 1                 | 2     |
| 3     | Austrália      |                 | 1                |                   | 1     |
| 4     | Argentina      |                 |                  | 1                 | 1     |
| TOTAL | TOTAL          | 2               | 2                | 2                 | 6     |